# 塔利亚 (美惠女神)

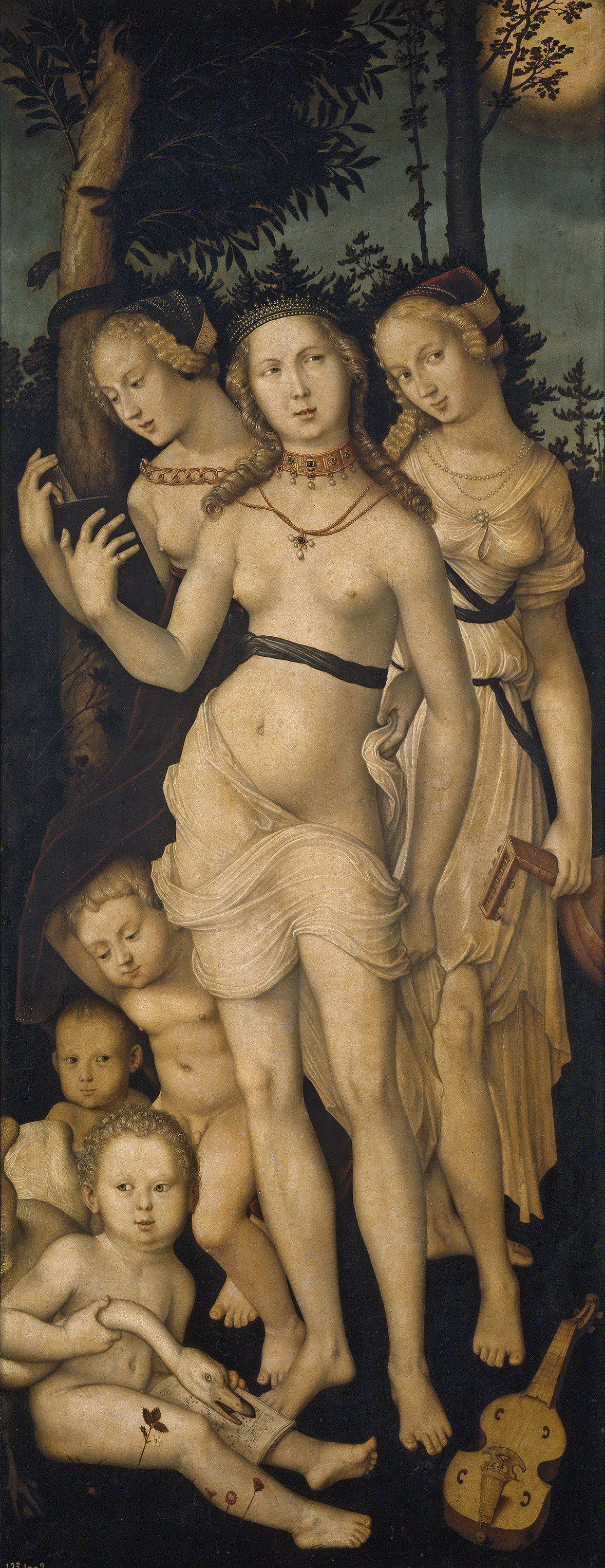
《美惠三女神》（The Three Graces），汉斯·巴尔东·格里恩/绘

塔利亚（“宴飨”或“荣华”）是希腊神话中的激励女神，也是美惠三女神—卡里忒斯中最年长的一位，为“开花”、“繁荣”的象征。同她的姐妹阿格莱亚和欧佛洛绪涅一样是宙斯和欧律诺墨的女儿，赫西俄德的《神谱》中称她为“讨人喜欢的塔利亚（lovely Thalia）”。
司管喜剧的缪斯女神—塔利亚和涅瑞伊得斯之一的塔利亚与其同名。